# الثورة الفلسطينية المعاصرة
الثورة الفلسطينية المعاصرة هي الثورة الفلسطينية التي أطلقتها حركة فتح بتاريخ 1 يناير 1965، وانضمت لها باقي التنظيمات والفصائل الفلسطينية، وقد تولت حركة فتح قيادتها.
تختلف بعض المصادر في تعريف مُصطلح «الثورة الفلسطينية المعاصرة»، حيث يذكر أحد المصادر «جاءت انطلاقة الثورة الفلسطينية المعاصرة، في منتصف الستينات»، ومصدر آخر «وكانت معركة الكرامة التي أصبحت الشرارة الحقيقية التي أطلقت الثورة الفلسطينية المعاصرة، بقيادة فتح، بعد صمود مقاتليها أمام آلة الحرب الإسرائيلية بكل معداتها»، في حين يذكر آخر «واعتبر مسؤول عسكري فلسطيني حرب عام 1967 إيذانًا ببدء الثورة الفلسطينية المعاصرة».

## الانطلاقة
انطلقت الثورة الفلسطينية المعاصرة بتاريخ 1 يناير 1965 بعد قيام حركة فتح بتنفيذ عملية عيلبون الشهيرة، حيث قامت مجموعات تابعة للحركة بتفجير نفق عيلبون الذي يتم من خلاله سحب المياه من نهر الأردن إلى المستوطنات الإسرائيلية في صحراء النقب.
وقد جاء في البلاغ العسكري لحركة فتح والذي حمل الرقم (1): «إتكالًا منا على الله، وإيمانًا منا بحق شعبنا في الكفاح لاسترداد وطنه المغتصب، وإيمانًا منا بالموقف العربي الثائر من المحيط إلى الخليج، وإيمانًا منا بمؤازرة أحرار وشرفاء العالم، لذلك تحركت أجنحة من قواتنا الضاربة في ليلة الجمعة 31/12/1964م، 1/1/1965م، وقامت بتنفيذ العمليات المطلوبة منها كاملة ضمن الأرض المحتلة». وكان البلاغ الأول هذا إيذانًا بانطلاقة الثورة الفلسطينية المعاصرة.

## أهم محطاتها العسكرية والسياسية
- معركة الكرامة، بتاريخ 21 مارس 1968.[11]
- عملية الليطاني، جنوب لبنان، بتاريخ 14 مارس 1978.[11]
- حرب لبنان عام 1982، والتي ضمت معركة شقيف وحصار بيروت وغيرها.[11]
- الانتفاضة الفلسطينية الأولى، بتاريخ 8 ديسمبر 1987.[11]

## أبرز عملياتها العسكرية
نفذت تنظيمات الثورة الفلسطينية المعاصرة عدد كبير من العمليات العسكرية، كان من أبرزها:
- عملية عيلبون، بتاريخ 1 يناير 1965، من تنفيذ حركة فتح، وهي أول عملية عسكرية في الثورة الفلسطينية المعاصرة.
- اختطاف طائرة العال رحلة 426، بتاريخ 23 يوليو 1968، من تنفيذ الجبهة الشعبية لتحرير فلسطين.
- الهجوم على العال رحلة 253، بتاريخ 26 ديسمبر 1968، من تنفيذ الجبهة الشعبية لتحرير فلسطين.
- اختطاف الطائرات إلى قيعان خنا، بتاريخ 6 سبتمبر 1970، من تنفيذ الجبهة الشعبية لتحرير فلسطين.
- لوفتهانزا الرحلة 649، بتاريخ 22 فبراير 1972، من تنفيذ الجبهة الشعبية لتحرير فلسطين.
- سابينا الرحلة 571، بتاريخ 8 مايو 1972، من تنفيذ منظمة أيلول الأسود.
- عملية مطار اللد، بتاريخ 31 مايو 1972، من تنفيذ الجبهة الشعبية لتحرير فلسطين.
- عملية ميونخ، بتاريخ 5 سبتمبر 1972، من تنفيذ منظمة أيلول الأسود.
- لوفتهانزا الرحلة 615، بتاريخ 29 أكتوبر 1972، من تنفيذ منظمة أيلول الأسود.
- عملية شناو، بتاريخ 28 سبتمبر 1973، من تنفيذ منظمة الصاعقة.
- عملية الخالصة، بتاريخ 11 أبريل 1974، من تنفيذ الجبهة الشعبية لتحرير فلسطين – القيادة العامة.
- مذبحة معالوت، بتاريخ 15 مايو 1974، من تنفيذ الجبهة الديمقراطية لتحرير فلسطين.
- هجوم نهاريا، بتاريخ 24 يونيو 1974، من تنفيذ حركة فتح.
- رحلة طيران تي دبليو إيه، بتاريخ 8 سبتمبر 1974.
- عملية سافوي، بتاريخ 6 مارس 1975، من تنفيذ منظمة التحرير الفلسطينية.
- تفجير ثلاجة ميدان صهيون، بتاريخ 4 يوليو 1975، من تنفيذ منظمة التحرير الفلسطينية.
- عملية كفار يوفال، بتاريخ 15 يوليو 1975، من تنفيذ جبهة التحرير العربية.
- عملية عنتيبي، بتاريخ 4 يوليو 1976، من تنفيذ الجبهة الشعبية لتحرير فلسطين.
- لوفتهانزا رحلة 181، بتاريخ 18 أكتوبر 1977، من تنفيذ الجبهة الشعبية لتحرير فلسطين.
- عملية الساحل، بتاريخ 11 مارس 1978، من تنفيذ حركة فتح.
- عملية نهاريا، بتاريخ 22 أبريل 1979، من تنفيذ جبهة التحرير الفلسطينية.

## أبرز نتائجها
كان من أبرز نتائج الثورة الفلسطينية المعاصرة:
- إعلان استقلال دولة فلسطين في الجزائر، بتاريخ 15 نوفمبر 1988، من قبل زعيم منظمة التحرير الفلسطينية ياسر عرفات.[12]
- عقد مؤتمر مدريد للسلام في العاصمة الإسبانية مدريد، بتاريخ 1 نوفمبر 1991.[13]
- توقيع اتفاقية أوسلو بتاريخ 13 سبتمبر 1993، في البيت الأبيض، بين إسرائيل ومنظمة التحرير الفلسطينية، وقيام أول سلطة وطنية فلسطينية على أرض فلسطين.[14]

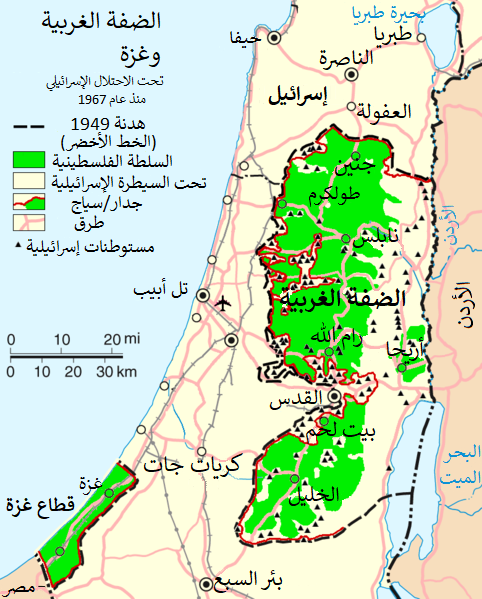
الدولة الفلسطينية التي أعلنت على حدود 4 يونيو 1967
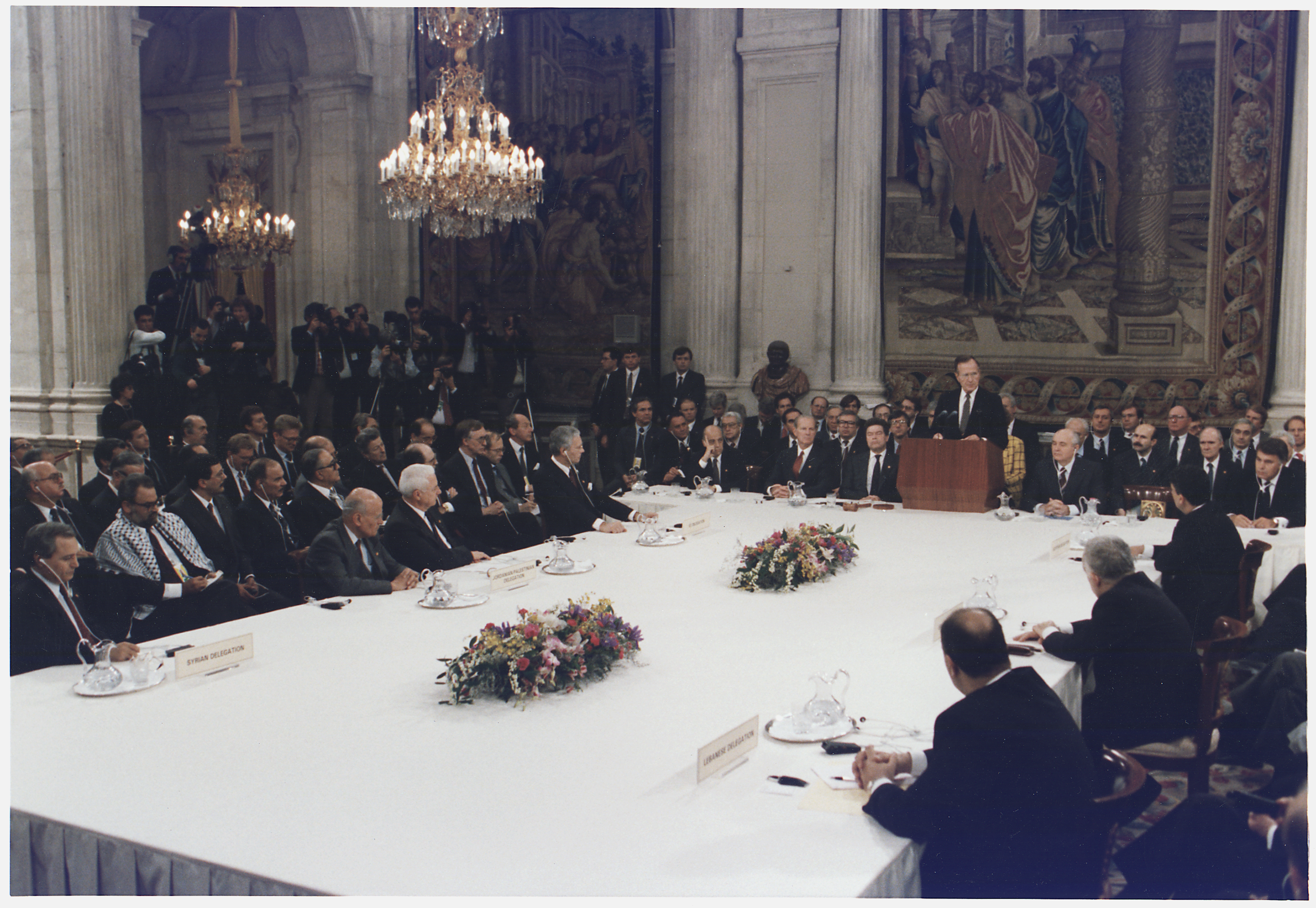
مؤتمر مدريد للسلام
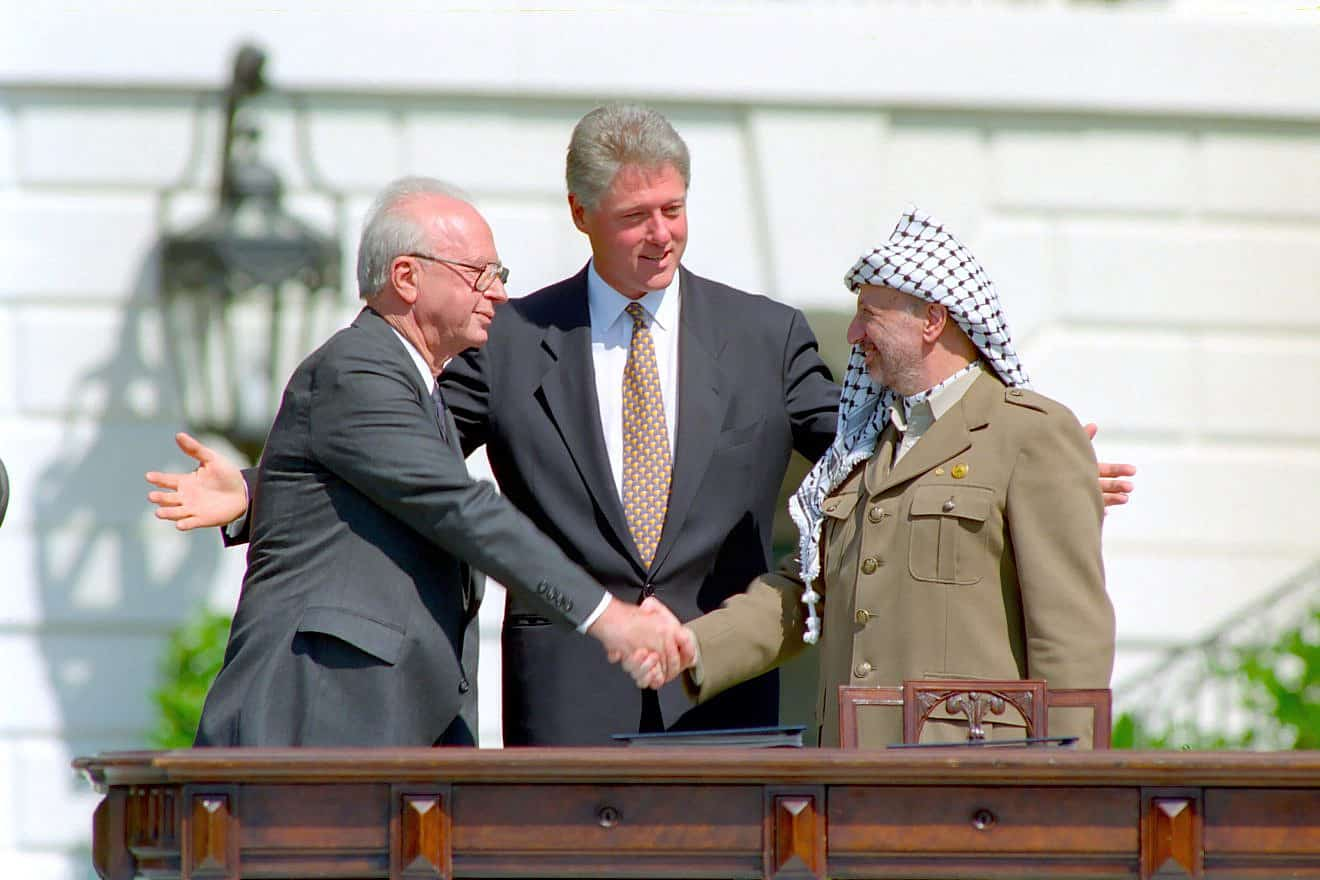
بيل كلينتون بين ياسر عرفات وإسحاق رابين خلال التوقيع على اتفاقية أوسلو في حديقة البيت الأبيض

## هوامش
- «1»: يرى البعض أن الأحداث العسكرية التي وقعت بين السلطة الفلسطينية وإسرائيل بعد اتفاق أوسلو هي استمرار وامتداد للثورة الفلسطينية المعاصرة.
- «2»: تأسست في داخل فلسطين حركتي الجهاد الإسلامي عام 1981، وحماس عام 1987، لكنهما لم يكونا ضمن تحالف الثورة الفلسطينية المعاصرة الموجود في خارج فلسطين.

## وصلات خارجية
- عن "انطلاقة الثورة الفلسطينية المعاصرة"، وكالة الأنباء والمعلومات الفلسطينية.